# Tere Mere Sapne
Tere Mere Sapne (Nasze marzenia) – bollywoodzki komediodramat miłosny z 1996 Bollywood wyprodukowany przez Amitabh Bachchana i wyreżyserowany przez debiutanta  Joy Augustine. W filmie debiutują też Arshad Warsi, Chandrachur Singh, nagrodzona zagrę Priya Gill i Simran. W historii tej jest miejsce na przyjaźń głównych bohaterów, miłość dwóch par, szacunek wyrażony rodzinie ("bez zgody ojca nie ma ślubu z ukochanym"), ale także na bunt przeciwko rodzinie. Jeden z bohaterów tego filmu tworząc bajkowo dobrą firmę rozkazuje zburzyć ścianę. Mówi przy tym: „żadnych murów, żadnych podziałów”. W tym filmie ludzi łączy miłość, ale dzieli religia. Zazwyczaj w indyjskich filmach tym obcym jest dla hindusa muzułmanin. Tu chrześcijanin. Wspólna jest miłość burząca podziały. Jak w Veer-Zaara, Salaam-e-Ishq, Pinjar, Partition i w innych.

## Fabuła
W tym samym czasie w Bombaju rodzi się dwóch chłopców. Ich bardzo odmienne losy skrzyżują się, gdy oboje ukończą 21 lat. Ballu (Arshad Warsi) rodzi się w rodzinie tamilskich braminów Shastri. Wychowuje go jednak bardziej ulica niż surowy ojciec. Między obojgiem wciąż dochodzi do zatargów, łagodzonych przez zakochane w Ballu matkę (Sulabha Arya) i siostrę Paro (Priya Gill). Pewnego dnia gniew ojca osiąga szczyt – wyrzuca z bramińskiego domu  syna, który kala rodzinę piciem alkoholu, paleniem i jedzeniem mięsa. Ballu jeżdżąc jako taksówkarz po ulicach Bombaju marzy o tym, aby zdobywszy pieniądze i znaczenie pokazać światu i niewierzącemu w niego ojcu, że jest kimś.
W tym samym czasie wychowanemu w samotności, od dziecka osieroconemu Rahulowi Mehcie (Chandrachur Singh) udaje się przekonać dziadka milionera (Pran), aby ten pozwolił mu wyjechać z Londynu do Bombaju. Już na lotnisku udaje mu się umknąć wciąż pilnującym go ludziom i taksówką Ballu odjechać na spotkanie ze zwyczajnym życiem. Z przygodą. Rahul ma dwa marzenia: dowiedzieć się czegoś o rodzicach, złożyć im hołd na grobach i doświadczyć życia w rodzinie. Oba marzenia zaczynają się spełniać. Rahul zaprzyjaźniwszy się z Ballu zamienia się z nim rolami. On zostaje taksówkarzem z dnia na dzień coraz bardziej zakochanym w Paro, a Ballu zdumiewa nieznających go ludzi z firmy swoją spontanicznością, wręcz bezczelnością i obojętnością dla spraw biznesu. Problem zaczyna się, gdy wychodzi na jaw, że braminka Paro zakochała się w synu chrześcijanina.

## Obsada
- Chandrachur Singh – Rahul Mehta
- Arshad Warsi – Balu
- Priya Gill – Paro Shastri
- Simran – Pooja
- Pran – Shambunath Mehta

## Piosenki
| Tytuł                  | śpiewa(ją)                  |
| ---------------------- | --------------------------- |
| "Aakh Mare "           | Kumar Sanu, & Alka Yagnik,  |
| "Tere Mere Sapne"      | Udit Narayan & Vinod Rathod |
| "Kuch Mere Dilne Kaha" | Hariharan & Sadhna Sargam,  |
| "Rama Rama"            | Udit Narayan                |